# Гризаново
Гриза́ново (рос. Грызаново) — присілок у складі Куртамиського округу Курганської області, Росія.
Населення — 12 осіб (2010, 29 у 2002).
Національний склад станом на 2002 рік:
- росіяни — 100 %